# エメリック・イェネイ
エメリック・イェネイ（ルーマニア語: Emeric Jenei, ハンガリー語: Jenei Imre（イェネイ・イムレ）; 1937年3月22日 - ）は、ルーマニア、アラド県出身の元サッカー選手。元サッカー指導者。選手時代のポジションは守備的ミッドフィールダー。ステアウア・ブカレストを率いて1986年のUEFAチャンピオンズカップを制覇した。ヴィクトル・ピツルカ、ミルチェア・ルチェスク、アンゲル・ヨルダネスクと並んでルーマニアの偉大なサッカー指導者の1人と見られている。2008年3月25日、トライアン・バセスク大統領から表彰された。

## 経歴
アラド県で生まれた彼はリーガ1のアラドでデビューした。1957年にステアウア・ブカレストに移籍し1969年まで同チームでプレーした。ステアウアでは1959-60シーズン, 1960-61シーズン, 1967-68シーズンに国内選手権に優勝した。その後トルコのカイセリスポルでプレーし1971年に現役を引退した。また1959年から1964年までルーマニア代表として12試合に出場し、東京オリンピックでは準々決勝で敗れたものの、チームは5位となった。
現役引退後、1972-73シーズンよりステアウアに戻りコーチとなった彼は1年後には監督に就任、チーム成績は5位であった。1976年に監督就任後初優勝を果たし、1977年にも準優勝、1978年に優勝させたがシーズン終了後、ゲオルゲ・コンスタンティンに交代させられた。
1978-79シーズン、オラデアのFCビホル・オラデアを指揮したが最下位に終わった。1981年、FCMトゥルゴヴィシュテを指揮し、1982年にステアウアの監督として復帰したが2年後国内選手権を逃した彼はチームを追い出されたが4ヵ月後復帰した。
1985年の国内選手権を制し翌シーズンのUEFAチャンピオンズカップ出場権を得たステアウア・ブカレストは翌年3月FCバルセロナを破り優勝した。ミルチェア・ルチェスクと共にルーマニア代表監督となった彼はノルウェー代表戦で監督として国際試合デビューを果たした。ルチェスクはまもなく解任され彼が唯一の監督になった。UEFA欧州選手権1988への出場は逃したものの1990 FIFAワールドカップでルーマニアを20年ぶりのワールドカップに出場させた。1986年8月から1990年6月までの間に40試合で代表を率い、1987年にはスペイン、1988年にはイタリアを破った。
ワールドカップ終了後、1991年4月ステアウアに復帰したが同年12月に解任され1992年から1993年はハンガリー代表監督を務めた。しかし日本で行われたキリンカップサッカーでは優勝したものの結果を出せずに解任されフェレンツ・プスカシュが後任監督となった。
1993年8月、5度目となるステアウアの監督に復帰、1994年に国内選手権優勝を果たした。ギリシャのパニオニオスFCを経て1996年にウニヴェルシタテア・クライオヴァの監督に就任したがわずか10試合で解任された。その後1998年に6度目となるステアウアの監督に就任、2000年まで務めた。2000年、UEFA EURO 2000の予選の最中、ヴィクトル・ピツルカルーマニア代表監督がゲオルゲ・ポペスクやゲオルゲ・ハジと対立し解任され代表監督に就任した。本大会でもチームをベスト8に導いた。
2000年6月監督業から引退した。

## タイトル

### 選手時代
ステアウア・ブカレスト
- ディヴィジアA：3回（1959-60、1960-61 1967-68）
- クパ・ロムニエイ：4回（1961-62、1965-66、1966-67、1968-69）

U-19ルーマニア代表
- UEFA U-19欧州選手権：1回（1956）

### 指導者時代
ステアウア・ブカレスト
- ディヴィジアA：5回（1975-76、1977-78、1984-85、1985-86、1993-94）
- クパ・ロムニエイ：3回（1975-76、1984-85、1998-99）
- UEFAチャンピオンズカップ：1回（1985-86）